# An die Musik

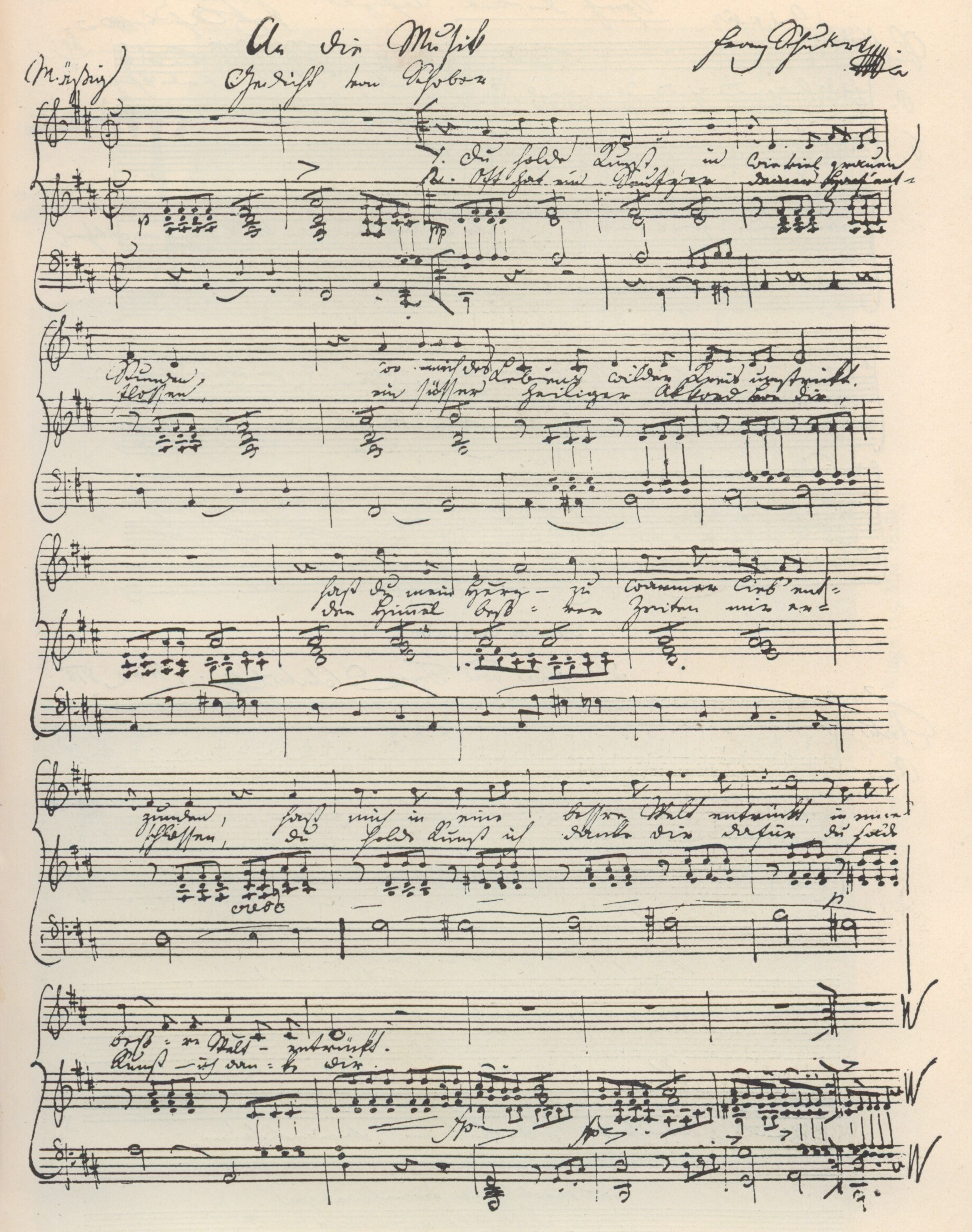
An die Musik – Franz Schubert

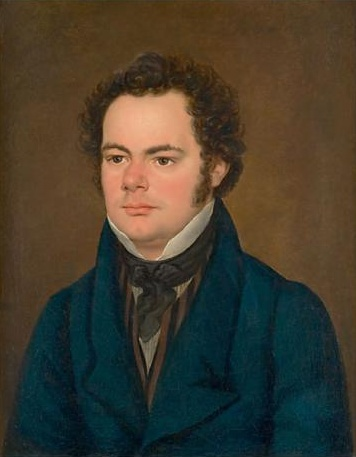
Retrato de Franz Schubert hecho por Franz Eybl (1827)

An die Musik (en alemán A la música) es un lied para voz solista y piano compuesto por Franz Schubert en marzo de 1817. Fue escrito sobre dos estrofas de un poema de su amigo Franz von Schober. En el catálogo Deutsch de obras de Schubert es el núm. 547, o D547. Fue publicado en 1827 como Opus 88 núm. 4 por Weigl.
Un himno al arte de la música, es una de las canciones más conocidas de Schubert. Su grandeza y popularidad se atribuye generalmente a su simplicidad armónica, la dramática melodía, y una línea de bajo fuerte que sostiene la línea vocal.
An die Musik tiene un fondo en el que recrea el estilo Biedermeier de la Viena de la época. En la pieza se da un tierno diálogo entre la voz y la zona grave del piano, con un acompañamiento siempre latente la melodía se mueve lacónicamente a través de la notas de una tríada, como si nada pudiera ser tan sencillo para esta expresión de gratitud.

## Letra
Du holde Kunst, in wieviel grauen Stunden,

Wo mich des Lebens wilder Kreis umstrickt,

Hast du mein Herz zu warmer Lieb' entzunden,

Hast mich in eine beßre Welt entrückt!

Oft hat ein Seufzer, deiner Harf' entflossen,

Ein süßer, heiliger Akkord von dir

Den Himmel beßrer Zeiten mir erschlossen,

Du holde Kunst, ich danke dir dafür!

Traducción
¡Oh, arte benévolo, en cuántas horas sombrías,

cuando me atenaza el círculo feroz de la vida, 

has inflamado mi corazón con un cálido amor, 

me has conducido hacia un mundo mejor! 

Con frecuencia se ha escapado un suspiro de tu arpa, 

un dulce y sagrado acorde tuyo 

me ha abierto el cielo de tiempos mejores. 

¡Oh, arte benévolo, te doy las gracias por ello! 